# PGC 2167946
LEDA/PGC 2167946 ist eine irreguläre Zwerggalaxie im Sternbild Bärenhüter am Nordsternhimmel. Sie ist schätzungsweise 124 Millionen Lichtjahre von der Milchstraße entfernt und hat einen Durchmesser von etwa 15.000 Lichtjahren. Vom Sonnensystem aus entfernt sich das Objekt mit einer errechneten Radialgeschwindigkeit von näherungsweise 2.600 Kilometern pro Sekunde. 
Gemeinsam mit PGC 55104 bildet sie ein gravitativ gebundenes Galaxienpaar.
Im selben Himmelsareal befinden sich unter anderem die Galaxien PGC 101530, PGC 2169042, PGC 2172151, PGC 4005843.